# Brahmaputraskriktrast
Brahmaputraskriktrast (Argya longirostris) är en hotad fågel i familjen fnittertrastar som enbart förekommer i ett litet område från Nepal till Myanmar.

## Utseende och läten
Brahmaputraskriktrasten är en medelstor (20–21 cm), slank och brun skriktrast med lång stjärt och svartaktig, slank och något nedåtböjd näbb. På huvudet syns vitaktig tygel, ett smalt ögonbrynsstreck och vitaktiga till blåvita ögon. Stjärten är svagt tvärbandad. Sången beskrivs i engelsk litteratur som ett ljust och gällt "yi chiwiyu chiwiyu'chiwiyu'chiwiyu'chiwiyu" och klara "wiii-wii-jiu-di", "wiii-wii-dju-di" eller "wi-yu-ii". Även ett fyra till sex toner långt "chiu-chiu-chiu-chiu" och dissonanta "tiu-tiu-tiu", "tit-tit" och "tiu-tiu-tit-tit-tu-tu" hörs.

## Utbredning och systematik
Fågeln förekommer i gräsmarker från Nepal till Assam och nordvästra Myanmar. Den behandlas vanligen som monotypisk, det vill säga att den inte delas in i några underarter, men vissa auktoriteter urskiljer två med följande utbredning:
- longirostris – sydcentrala Nepal och närliggande Oudh Tarai i indiska nordvästra Bihar, men även i nordöstra Indien från norra Västbengalen österut genom Brahmaputraflodens dalgång till Assam
- arcana – Manipurdalen i nordöstra Indien

### Släktestillhörighet
Brahmaputraskriktrasten placeras traditionellt i släktet Turdoides. DNA-studier visar dock dels att skriktrastarna kan delas in i två grupper som skilde sig åt för hela tio miljoner år sedan, dels att även de afrikanska släktena Phyllanthus och Kupeornis är en del av komplexet. Idag delas därför vanligen Turdoides upp i två släkten, å ena sidan övervägande asiatiska och nordafrikanska arter i släktet Argya, däribland brahmaputraskriktrasten, å andra sidan övriga arter, alla förekommande i Afrika söder om Sahara, i Turdoides i begränsad mening men inkluderande Phyllanthus och Kupeornis.

## Levnadssätt
Brahmaputraskriktrasten hittas i fuktig eller översvämmad låglänt gräsmark. Liksom andra skriktrastar är den en social fågel som utanför häckningstid uppträder i högljudda flockar. Arten lever ett tillbakadraget liv och födosöker nära marken i vass och gräs efter insekter.

### Häckning
Fågeln häckar från maj till juni. Boet är en prydlig skål av gräs, löv och växtstammar som placeras i en buske i gräsmark. Däri lägger den tre till fem ägg.

## Status och hot
Brahmaputraskriktrasten förekommer endast på fem lokaler, fyra i Indien och en i Nepal. Där är bestånden mycket fragmenterade och därför sårbara för plötsliga yttre förändringar. Den påverkas också negativt av pågående habitatdegradering. Enligt internationella naturvårdsunionen IUCN anses den därför vara utrotningshotad och placeras i hotkategorin sårbar. Att den inte placeras i en högre hotkategori beror på att hela eller i stort sett hela populationen är i skyddade områden. Världspopulationen uppskattas till mellan 4200 och 8800 vuxna individer.